# Taça Paulista
De Taça Paulista is een voetbalcompetitie die gespeeld wordt in de staat São Paulo. De competitie werd in 2016 opgericht en was een tegenhanger van het Campeonato Paulista. De competitie wordt georganiseerd door de Liga de Futebol Nacional do Brasil. Aan de competitie nemen teams deel die niet meer deelnemen aan het Campeonato Paulista omdat dit te duur is voor hen, maar ook nieuwe teams die een stap naar het profvoetbal willen zetten.
De competitie begon met 25 clubs, maar dit liep al terug naar 20 in 2017 en slechts 11 in 2018. 

## Overzicht kampioenen
- 2016 -  Ranchariense
- 2017 -  Vai-Vai

## Eeuwige ranglijst
Vetgedrukte clubs spelen in 2018 in de Taça Paulista. 
| Club                       | Stad                    | /3 | Periode (2016-2018) |
| -------------------------- | ----------------------- | -- | ------------------- |
| Raça                       | Hortolândia             | 3  | 2016-               |
| Corinthians                | Presidente Prudente     | 3  | 2016-               |
| Peruíbe                    | Peruíbe                 | 3  | 2016-               |
| Vai-Vai                    | São Paulo               | 2  | 2016-2017           |
| Grêmio Bela Vista          | Rio Claro               | 2  | 2017-               |
| Lins                       | Lins                    | 2  | 2016, 2018-         |
| Sãocarlense                | São Carlos              | 2  | 2016-2017           |
| Talentos 10                | Bauru                   | 2  | 2016-2017           |
| Rose'n Boys                | Franca                  | 2  | 2017-               |
| Delta                      | Campo Limpo Paulista    | 2  | 2017-               |
| Caieiras                   | Caieiras                | 2  | 2016-2018           |
| União Suzano               | Suzano                  | 2  | 2016-2017           |
| Bebedouro                  | Bebedourou              | 2  | 2016-2017           |
| Aliança Atlética           | Carapicuíba             | 2  | 2016-2017           |
| Montealtense               | Monte Alto              | 2  | 2017-               |
| Jalesense                  | Jales                   | 2  | 2016, 2018-         |
| Academia                   | São José do Rio Preto   | 1  | 2016                |
| São Bento de Marília       | Marília                 | 1  | 2017                |
| Concórdia Poaense          | Poá                     | 1  | 2016                |
| Arena Poá                  | Poá                     | 1  | 2018-               |
| Jaboticabal                | Jaboticabal             | 1  | 2016                |
| Ranchariense               | Rancharia               | 1  | 2016                |
| Ouroeste                   | Ouroeste                | 1  | 2016                |
| Real Sociedade             | Poloni                  | 1  | 2016                |
| Cambará                    | Cambará                 | 1  | 2017                |
| Nevense                    | Neves Paulista          | 1  | 2016                |
| ADA                        | Araraquara              | 1  | 2016                |
| American                   | Diadema                 | 1  | 2016                |
| Independente de Itatiba    | Itatiba                 | 1  | 2017                |
| Andreense                  | Santo André             | 1  | 2016                |
| Atlético Arujá             | Arujá                   | 1  | 2016                |
| Arujaense                  | Arujá                   | 1  | 2018-               |
| Vila Nova                  | Santa Cruz do Rio Pardo | 1  | 2017                |
| Leões do Recanto           | Tietê                   | 1  | 2017                |
| Guariba                    | Guariba                 | 1  | 2016                |
| Independente de Mogi-Guaçu | Mogi-Guaçu              | 1  | 2016                |
| Matão                      | Matão                   | 1  | 2017                |